# W jedności, stałości serca mego
W jedności, stałości serca mego – list miłosny w języku polskim z XV wieku.
Zachowana kopia listu została wpisana do kodeksu w 1554. Jednak początek utworu został w 1499 zanotowany na marginesie drukowanej książki, list był już więc znany w XV w. Rękopis znajduje się w Bibliotece Ossolineum we Wrocławiu.
List przedstawia uczucia młodzieńca do panny w sposób zbliżony do liryki miłosnej. Adresatka listu jest idealizowana, stając się obiektem uwielbienia. Na początku listu nadawca przesyła pozdrowienia oraz pyta o zdrowie i zapewnia o własnym. Głównym tematem listu jest zapewnienie o gorącym uczuciu młodzieńca. Nadawca porównuje stan zakochania się do choroby z dolegliwościami, takimi jak smutek, zranienie serca. Prosi pannę o pocieszenie, odwzajemnienie uczucia i wierność. W zakończeniu poleca swoją ukochaną Bogu.
Tekst napisany jest prozą rymowaną, aczkolwiek rymy są niedokładne. Niektóre fragmenty zbliżają się do wiersza. Tekst cechuje się ozdobnym i bogatym słownictwem oraz stylem.